# Каскель, Кристоф
Кристоф Каскель (нем. Christoph Caskel; 12 января 1932, Грайфсвальд — 19 февраля 2023, Кёльн, Северный Рейн-Вестфалия) — немецкий музыкант-ударник.
Окончил Кёльнскую высшую школу музыки (1953) по классу ударных Венцеля Прихи; там же занимался в классе камерного ансамбля у Маурица Франка, от которого унаследовал интерес к новейшему репертуару. В 1953—1955 гг. изучал музыковедение в Кёльнском университете.

## Карьера
С 1955 г. концертировал как солист и ансамблист, в том числе в составе камерного ансамбля, действовавшего при Дармштадтских курсах новой музыки. Записал альбом произведений Карлхайнца Штокхаузена вместе с пианистом Алоисом Контарским и при участии автора. С братьями Алоисом и Бернардом Контарскими выступал нередко и с другими произведениями (в частности, с Сонатой для двух фортепиано и ударных Белы Бартока). Играл в составе камерного оркестра Cappella Coloniensis.
В 1968—1974 гг. преподавал в Кёльнской высшей школе музыки; среди его учеников, в частности, Николас Бардах. Опубликовал статью об особенностях нотации партии ударных в современной музыке (нем. Notation für Schlagzeug) в сборнике «Нотация новой музыки» по итогам конференции в рамках Дармштадтских курсов (редактор Эрнст Томас).
Скончался 19 февраля 2023 года

## Награды
В 1963 году Каскель получил Гран-при премии Северного Рейн-Вестфалия для молодых художников.